# デオン・ステフマン
デオン・ステフマン（Deon Stegmann、1986年3月22日 - ）は、南アフリカ出身のラグビー選手。

## プロフィール
- ポジションはフランカー(FL)。
- 身長 181cm、体重 104kg
- ニックネームはDeon。
- 南アフリカ共和国代表に選ばれたことがある[2]。

## 略歴
グレイカレッジ、ブルズを経て、2016年、Honda Heatに加入。同年10月9日に行われたジャパンラグビートップリーグ第6節東芝ブレイブルーパス戦に先発出場で日本での公式戦初出場を果たした。
2019年、Honda Heatを退団した。